# Chrysolina americana
Chrysolina americana é uma espécie de artrópode pertencente à família Chrysomelidae.

## Descrição
Chrysolina americana pode atingir o comprimento de 5-8 milímetros. Têm élitros com listras longitudinais verde metálicas e roxas. As asas são curta e esta espécie não conseguem voar.
Alimenta-se principalmente de alecrim (Rosmarinus officinalis), lavanda (Lavandula) e Thymus.
Na região mediterrânica, as fêmeas põem ovos no fim do verão na planta hospedeira. As larvas apresentam bandas esbranquiçadas a pretas. A fase larvar continua durante os meses de inverno. O estado de pupa dura cerca de 3 semanas e o imago é libertado na primavera.

## Distribuição
Apesar do nome americana, a espécie é nativa do sul da Europa, norte de África e médio-Oriente.

## Galeria

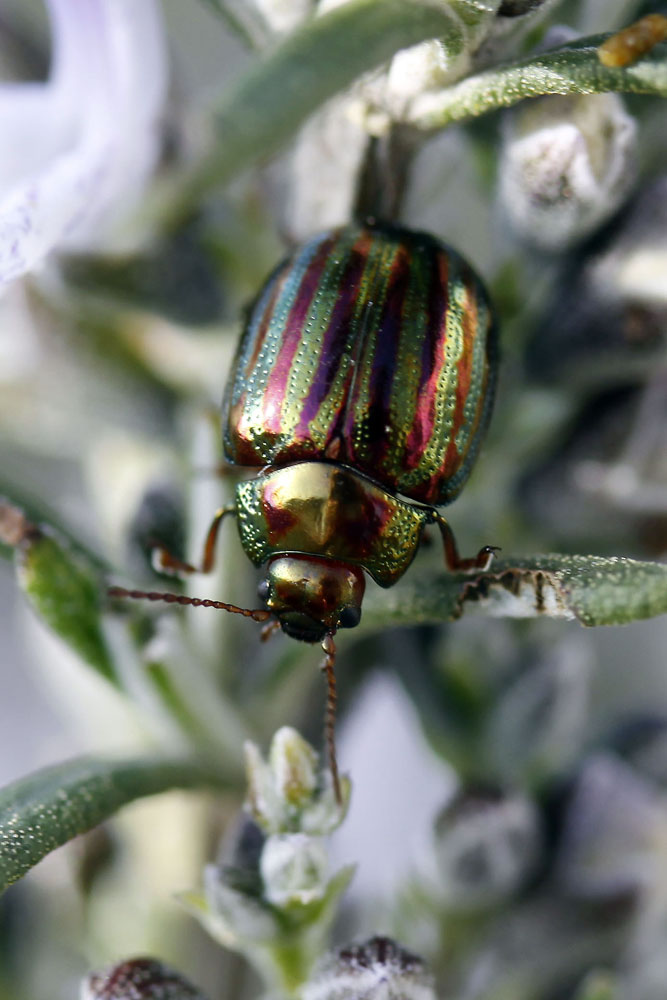
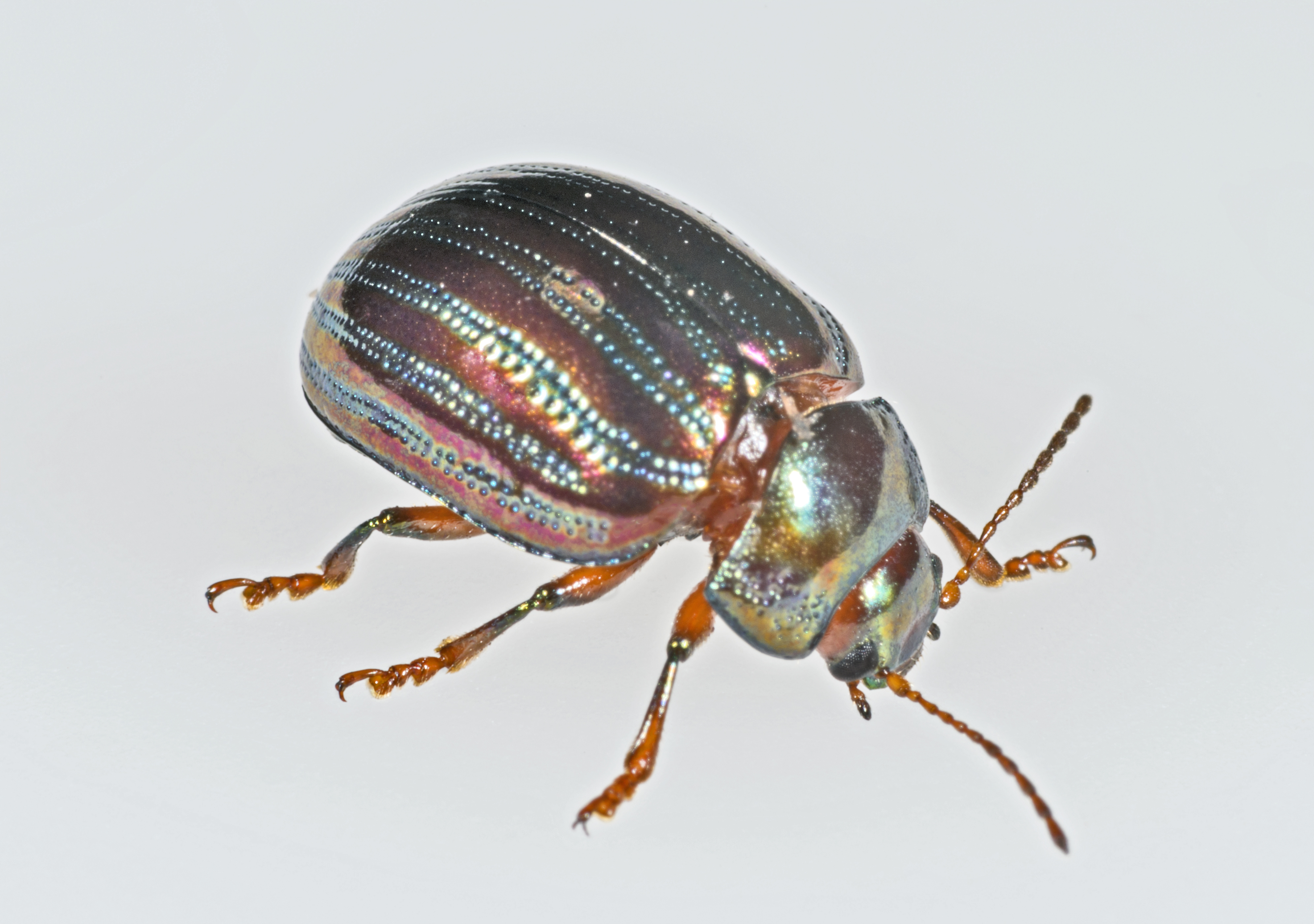
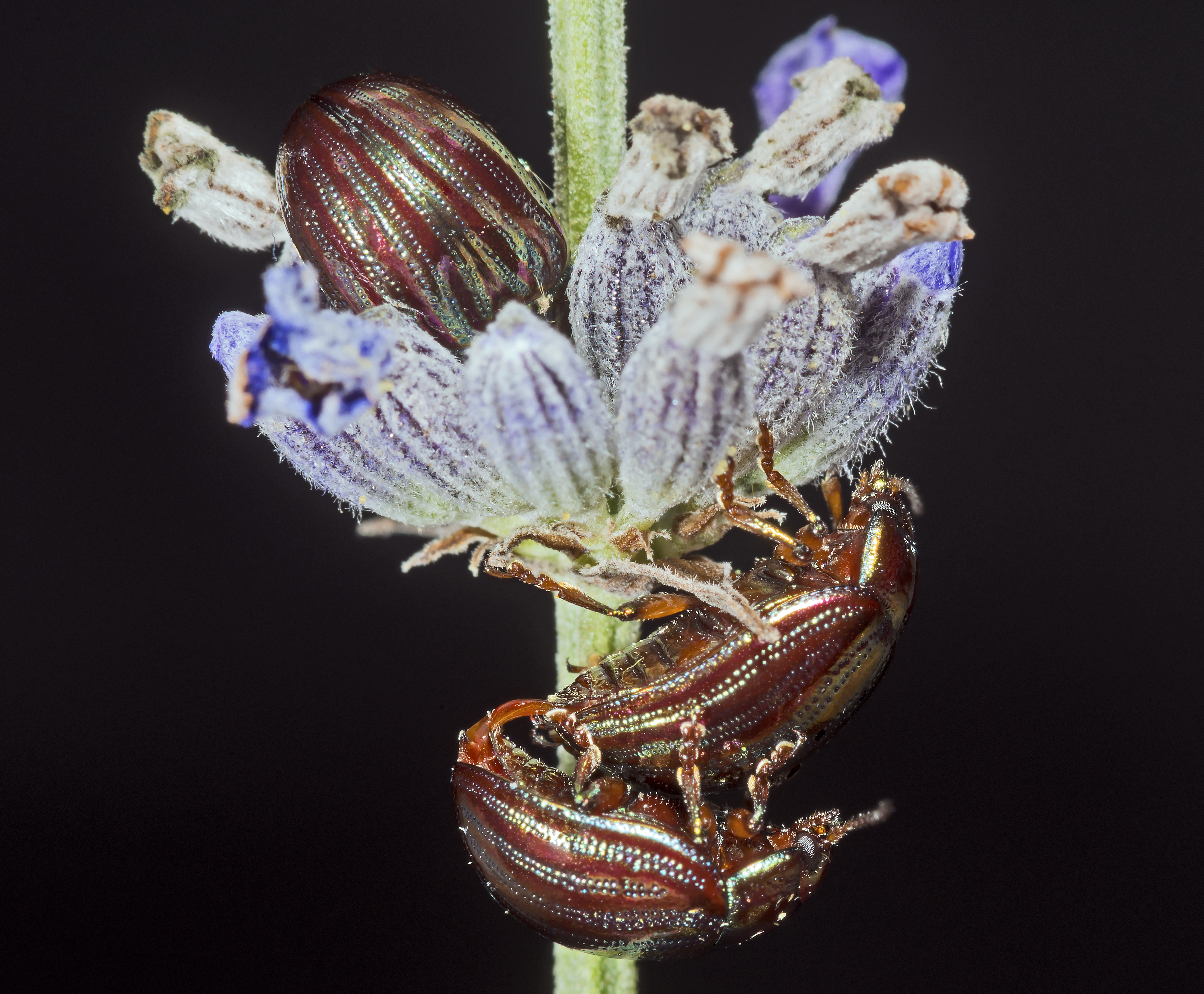
Acoplam-se em uma lavanda
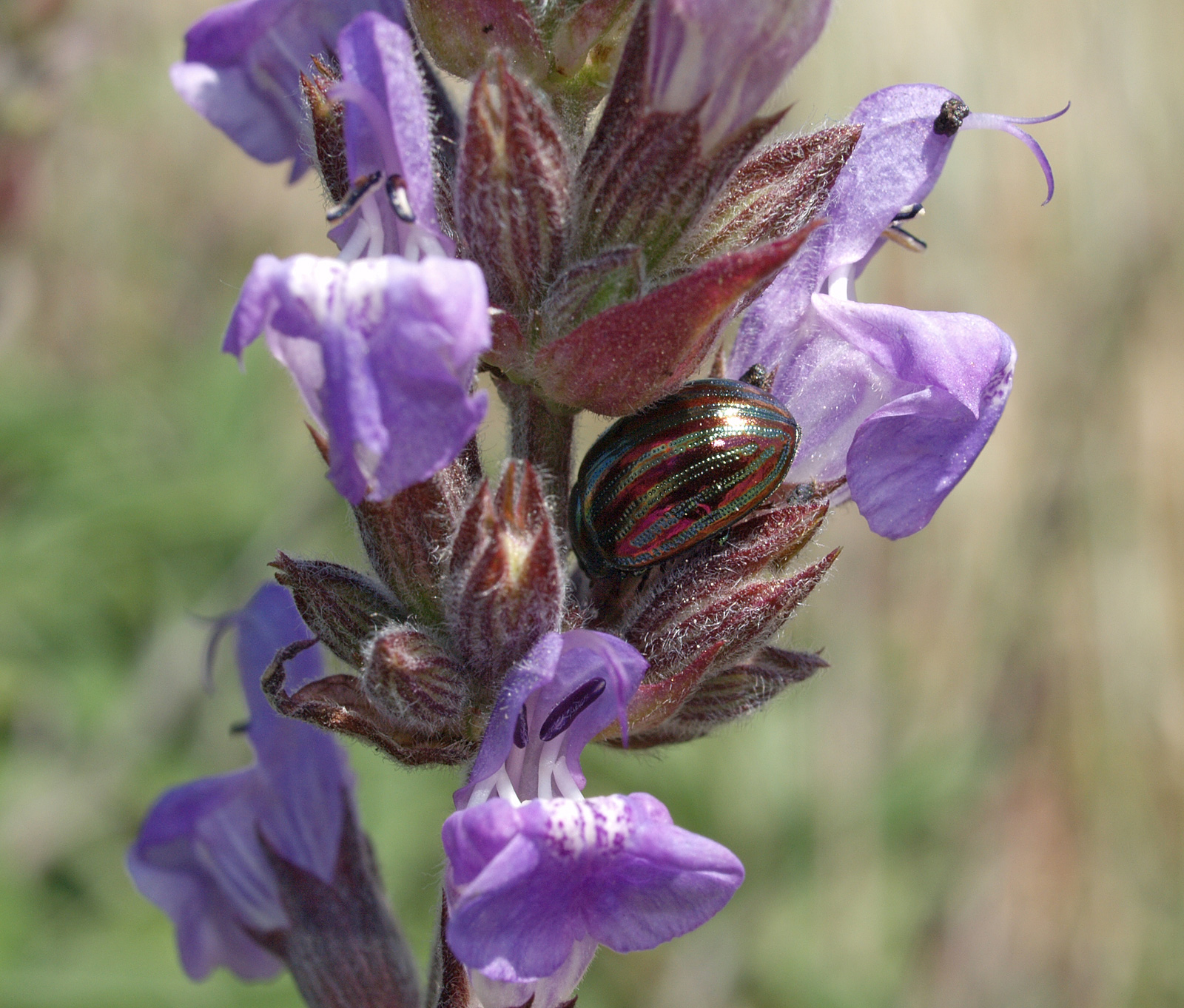
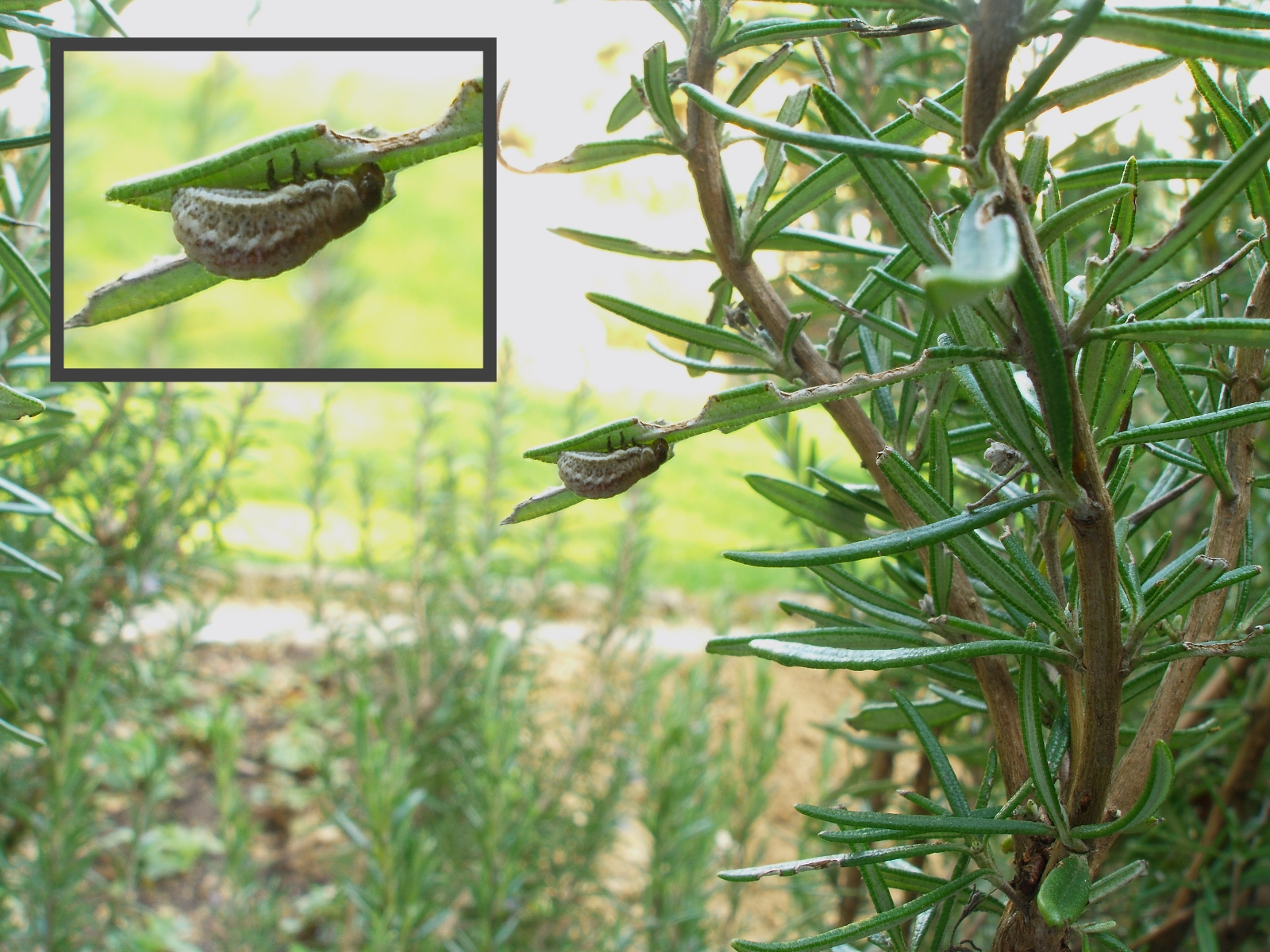